# Nestelbach bei Graz
Nestelbach bei Graz – gmina w Austrii, w kraju związkowym Styria, w powiecie Graz-Umgebung. Liczy 2667 mieszkańców (1 stycznia 2015).